# 米哈伊尔·阿尔捷米耶维奇·穆拉维约夫
米哈伊尔·阿尔捷米耶维奇·穆拉维约夫（羅馬化：Mikhail Artem'yevich Murav'yov；1880年9月25日—1918年7月11日），俄国军官，俄国内战期间曾反复变换所在阵营。穆拉维约夫曾参加过日俄战争、第一次世界大战，二月革命后对临时政府不满，加入左翼社会革命党，十月革命时参与保卫彼得格勒的战斗。1918年1月率领赤卫军进攻乌克兰人民共和国，占领基辅并实行恐怖统治。之后，穆拉维约夫的军队为敖德萨苏维埃共和国与罗马尼亚和奥匈帝国作战。1918年春还与顿河哥萨克阿列克谢·卡列金作战。捷克斯洛伐克兵团起义后，被派往东线作战。当得知7月在莫斯科发生左翼社会革命党起义时，穆拉维约夫背叛布尔什维克，后被捕遭处决。